# Chiesa di San Giacomo (Dieppe)

La chiesa di San Giacomo, in francese Église Saint-Jacques, è una chiesa cattolica di Dieppe, nella regione della Normandia, in  Francia.
Rappresenta un bell'esempio dell'architettura gotica e dello stile gotico-fiammeggiante della regione.
Dal 1840 è dichiarata Monumento storico.

## Storia e descrizione

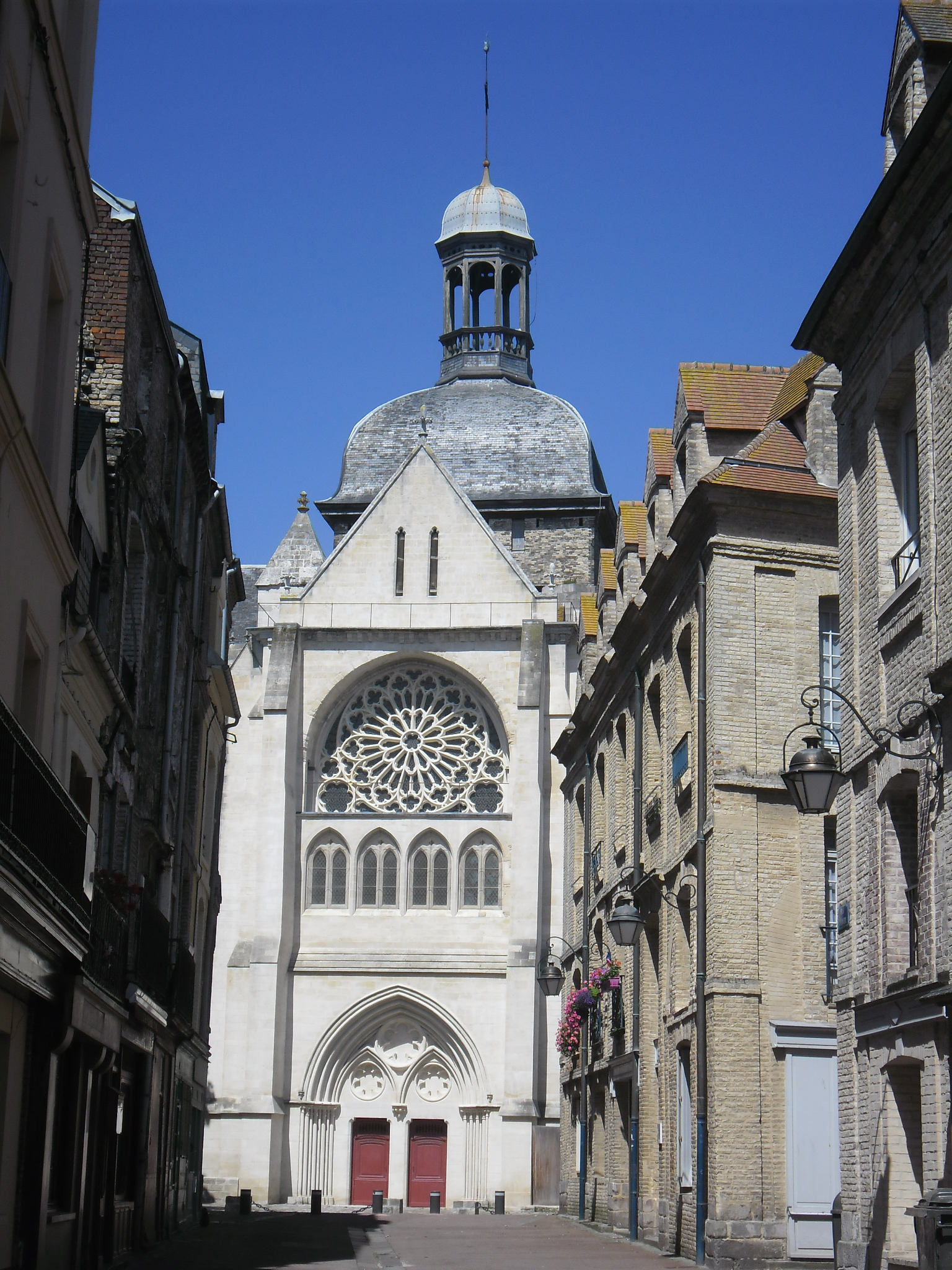
Chiesa di San Giacomo a Dieppe, facciata-est sulla via Pecquet

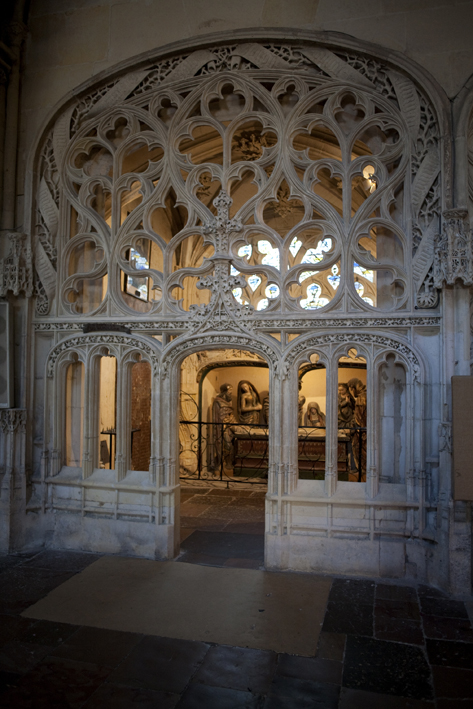
Una cappella fiammeggiante.

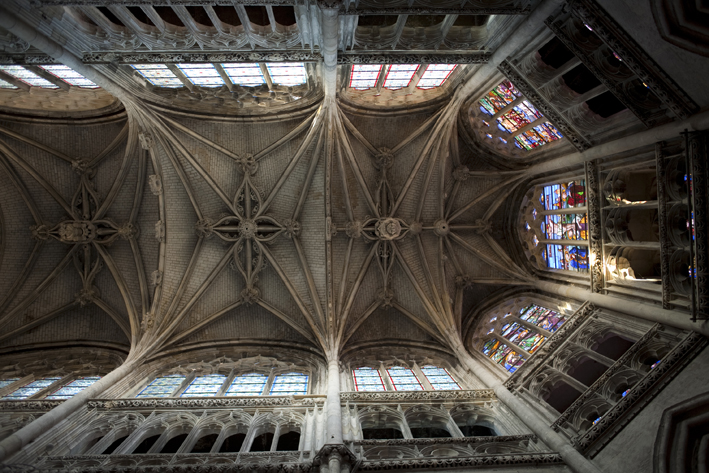
Veduta delle volte del coro.

Verso il 911 venne costruita in questo luogo una cappella dedicata a santa Caterina. Nel 1144 la cappella venne sostituita da una chiesa di stile gotico primitivo, che terminata nel 1168, andò distrutta da un incendio nel 1195. 
La chiesa venne subito ricostruita lo stesso anno utilizzando parti della chiesa precedente.  Il vasto edificio venne realizzato in stile gotico e fu dedicato a san Giacomo Maggiore, visto che si trovava sulla via marittima del Cammino di Santiago di Compostela.
I bracci del transetto risalgono al primo edificio, alla seconda metà del XII secolo; il coro e il piedicroce vennero eretti nel XIII secolo; il triforio e le volte risalgono al XIV, come pure il grande portale. Nel 1282 la chiesa venne elevata a parrocchiale da Guillaume de Flavacourt arcivescovo di Rouen.
Nel XV secolo partì una nuova campagna di costruzione, quando furono erette la torre e le cappelle laterali del piedicroce, ricavate fra i contrafforti dell'edificio. Nel corso del XVI secolo la chiesa venne rimaneggiata in un opulento stile fiammeggiante e rinascimentale che vide fra l'altro la costruzione e decorazione delle cappelle radiali e delle volte del coro.
Nel 1562, durante le Guerre di religione la chiesa venne saccheggiata dagli Ugonotti che ne sfigurarono le decorazioni e la statuaria del portale principale.
Nel 1694 durante la Guerra della Grande Alleanza un bombardamento anglo-olandese distrugge le volte del coro e scaturisce un incendio.
Nel 1840 viene dichiarata Monumento storico. e su iniziativa di Luigi Filippo la chiesa venne per la prima volta restaurata.

### La Cappella del Tesoro
La Cappella del Tesoro conserva al suo interno, un fregio del 1530 detto « des sauvages » (dei selvaggi). Realizzato per volere del mecenate della chiesa nel XVI secolo, Jehan Ango, mostra raffigurazioni dei popoli dell'Africa, dell'Asia e dell'America; quei Paesi scoperti dai navigatori e marinai di Dieppe. Vi sono raffigurate scene di vita degli indigeni: un corteo festante, episodi guerreschi, ecc.